# Chiropotes
Chiropotes (Lesson, 1840) è un genere di primati platirrini della famiglia dei Pitecidi: assieme ai generi Pithecia e Cacajao va a formare la sottofamiglia dei Pitheciinae.
Al genere vengono ascritti gli animali conosciuti col nome comune complessivo di chiropoti, diffusi nelle foreste pluviali dell'America Meridionale, grossomodo dal Venezuela meridionale al Brasile centro-orientale.

Il nome "chiropote" deriva dal greco "bevitore con le mani" ed è un riferimento al modo di bere di questi animali in cattività: essi pongono le mani a coppa e le immergono, per poi suggere l'acqua dal palmo delle mani congiunte.
Si tratta di scimmie di taglia medio-grande, lunghe fino a 120 cm (di cui metà spetta alla coda) per un peso di 5 kg.

La caratteristica principale di questi animali è la presenza di una barba riccioluta che dalla mandibola scende fino al petto: la barba è più lunga nei maschi, ma è presente anche nelle femmine.
Sono animali diurni ed arboricoli: durante la notte, si aggrappano saldamente agli alti rami degli alberi per dormire, cambiando giaciglio ogni notte. Vivono in gruppi che contano fino a 30 individui, suddivisi a loro volta in sottogruppi formati da una coppia coi cuccioli: tale organizzazione a nuclei familiari è adottata fra i primati solo dall'uomo, oltre che da questi animali. I vari animali si tengono in contatto tramite vocalizzazioni simili a cinguettii: sono stati osservati casi di associazione con gruppi di saimiri o cebi, senza che tuttavia sia stato individuato il motivo per cui queste scimmie formino tali commistioni.
Si nutrono principalmente di semi (più del 65% del totale della dieta) e frutta, prediligendo i frutti ancora maturi: non disdegnano altro materiale vegetale (come foglie e fiori), insetti e piccoli vertebrati. Sono stati inoltre osservati a più riprese praticare geofagia, ingerendo pezzi di termitaio in maniera non casuale.
La femmina partorisce un unico cucciolo fra l'estate e l'autunno australi, dopo una gestazione di cinque mesi. I cuccioli sono totalmente indipendenti dopo i 4 anni di vita.
I chiropoti sono soliti vivere più di 15 anni in cattività.

## Tassonomia
Al genere vengono ascritte attualmente cinque specie, la maggior parte delle quali ottenute per scorporo dalla specie tipo Chiropotes satanas, della quale venivano considerate sottospecie:
- Famiglia Pitheciidae
  - Sottofamiglia Pitheciinae
    - Genere Chiropotes
      - Chiropotes albinasus - chiropote dal naso bianco
      - Chiropotes chiropotes - chiropote barbarossa
      - Chiropotes israelita - chiropote dal dorso bruno
      - Chiropotes satanas - chiropote satanasso
      - Chiropotes utahickae - chiropote di Uta Hick